# Holden Gemini
Der Holden Gemini ist ein PKW der unteren Mittelklasse, der von 1975 bis 1997 von dem australischen Automobilhersteller Holden, dem dortigen Ableger von General Motors, nach Konstruktionsplänen des japanischen Isuzu Gemini in Brisbane gefertigt wurde.

## Von Jahr zu Jahr

### TX/TC/TD Gemini (1975–1979)
Hauptartikel: Opel Kadett C

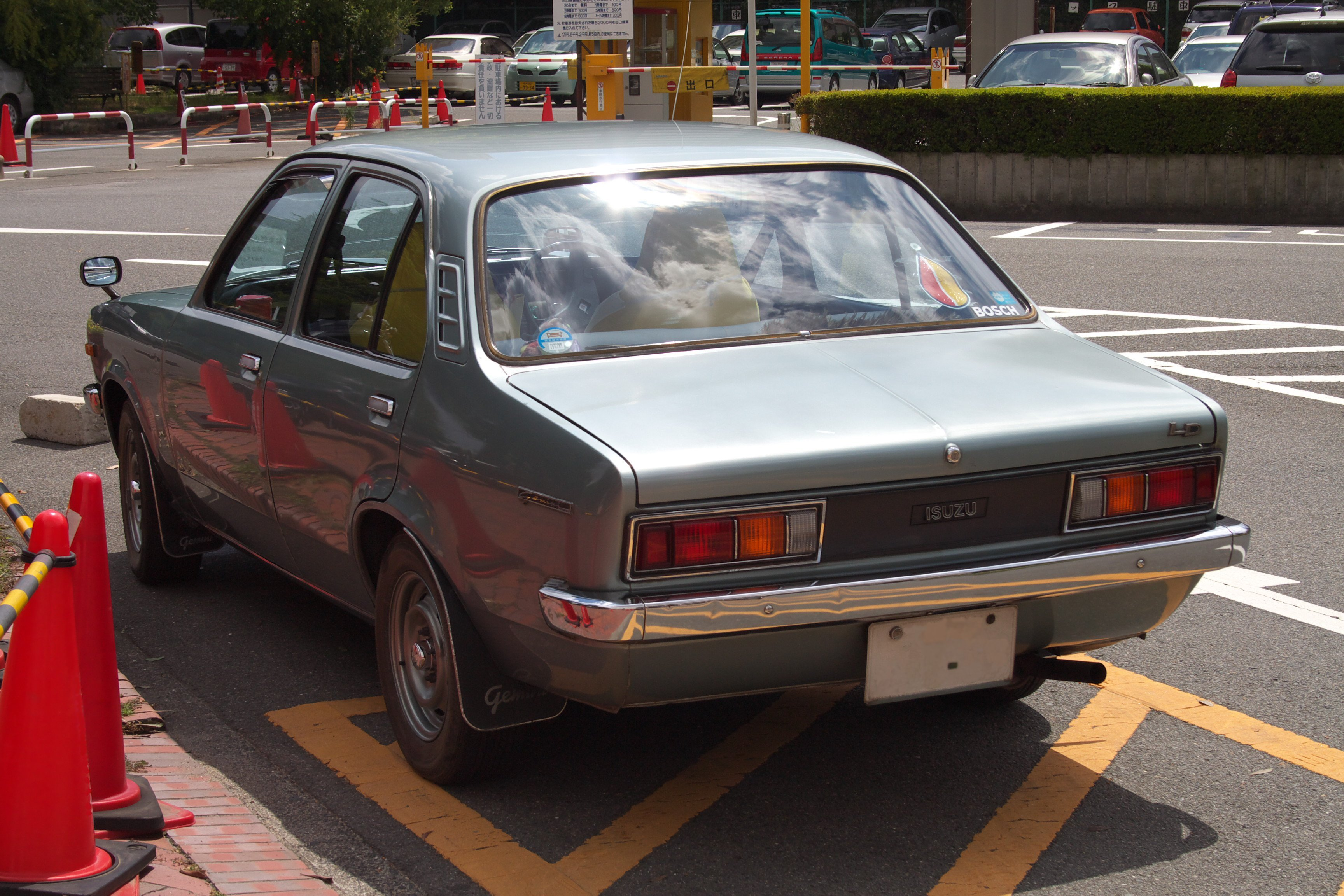
Isuzu Gemini (1974–1979)

Den Nachfolger des gerade ausgelaufenen TA Torana präsentierte Holden im März 1975. Der TX Gemini war GM’s erstes „Weltauto“, das in Deutschland als Opel Kadett C auf den Markt kam, in Großbritannien als Vauxhall Chevette verkauft wurde und in den USA als Chevrolet Chevette und Pontiac T1000. Die japanische Version hieß Isuzu Gemini und diente als Basis für die australische Ausgabe, wenn auch mit abweichender Motorisierung. Der TX Gemini wurde nur mit einem 1,6 l-Reihenvierzylindermotor angeboten, der 63 kW Leistung lieferte. Später wurde die Leistung auf 61 kW reduziert. Die Käufer hatten die Wahl zwischen einem manuellen Vierganggetriebe und einer dreistufigen Automatik, beide mit Mittelschaltung. Es gab eine 4-türige Limousine und ein 2-türiges Coupé, Erstere als Normal- und besser ausgestattete SL-Version, Letzteres nur als SL-Version. Ab April 1976 gab es für das Coupe noch ein A8T-Paket namens Fashion Pack Auf den Heckblechen der ersten in Australien ausgelieferten Coupes stand die Bezeichnung ‚’Isuzu Holden’’ zu lesen.
Nur für den Einsatz auf der Rennstrecke wurde das Coupé mit einem 1,3 l-R4-Motor mit 52 kW Leistung ausgestattet, der von Isuzu zugeliefert wurde. Offiziell wurde diese Ausführung aber nicht angeboten.
Im März 1977 erhielt der Gemini ein kleines Facelift und wurde zum TC Gemini. Der vorher in zwei Felder geteilte Kühlergrill erhielt eine Teilung in 11 Kästchen mit Chromrahmen, die jeweils nochmals mit schmalen Chromleisten zweimal vertikal geteilt waren. Das Fashion Pack war jetzt auch für die Limousine erhältlich. Im April 1977 wurde die noch besser ausgestattete Sandpiper-Ausführung vorgestellt, die anstatt des verchromten einen schwarzen Kühlergrill besaß.
Im April 1979 präsentierte sich die Modellreihe deutlicher überarbeitet. Bis auf das einfachste Modell, das noch Rundscheinwerfer besaß, hatte der TD Gemini rechteckige Scheinwerfer und der Kühlergrill war mit drei horizontalen Chromstäben wieder einfacher als vorher gestaltet. Größte Neuerung aber waren zwei neue Modelle, ein Lieferwagen und ein Kombi mit jeweils 3 Türen. Seiten- und Heckteile dieser Fahrzeuge wurden von Opel aus Deutschland zugeliefert. Als dritte Getriebeoption gab es ein manuelles Fünfganggetriebe. Limousine und Coupé gab es nun auch als SL/E-Version, die im Wesentlichen dem früheren Sandpiper entsprach. Im März 1979 wurde die SL/E-Limousine durch die deutlich billigere, aber ähnlich ausgestattete SL/X-Limousine ersetzt.
| Modell       | Bezeichnung            | Fahrzeugart         | Bauzeitraum     |
| ------------ | ---------------------- | ------------------- | --------------- |
| TX-8TE69     | Gemini                 | Limousine 4 Türen   | 03/1975–03/1977 |
| TX-8TF27     | Gemini SL              | Coupe 2 Türen       | 03/1975–03/1977 |
| TX-8TF27-A8T | Gemini SL Fashion Pack | Coupe 2 Türen       | 04/1976–03/1977 |
| TX-8TF69     | Gemini SL              | Limousine 4 Türen   | 03/1975–03/1977 |
| TC-8TE69     | Gemini                 | Limousine 4 Türen   | 03/1977–04/1978 |
| TC-8TF27     | Gemini SL              | Coupe 2 Türen       | 03/1977–04/1978 |
| TC-8TF27-A8T | Gemini SL Fashion Pack | Coupe 2 Türen       | 03/1977–04/1978 |
| TC-8TF27-A9W | Gemini SL Sandpiper    | Coupe 2 Türen       | 04/1977–04/1978 |
| TC-8TF69     | Gemini SL              | Limousine 4 Türen   | 03/1977–04/1978 |
| TC-8TF69-A8T | Gemini SL Fashion Pack | Limousine 4 Türen   | 03/1977–04/1978 |
| TC-8TF69-A9W | Gemini SL Sandpiper    | Limousine 4 Türen   | 04/1977–04/1978 |
| TD-8TE69     | Gemini                 | Limousine 4 Türen   | 04/1978–10/1979 |
| TD-8TE70     | Gemini                 | Lieferwagen 3 Türen | 04/1978–10/1979 |
| TD-8TF15     | Gemini                 | Kombi 3 Türen       | 04/1978–10/1979 |
| TD-8TF27     | Gemini SL              | Coupe 2 Türen       | 04/1978–10/1979 |
| TD-8TF27-A8J | Gemini SL/E            | Coupe 2 Türen       | 04/1978–10/1979 |
| TD-8TF69     | Gemini SL              | Limousine 4 Türen   | 04/1978–10/1979 |
| TD-8TF69-A8J | Gemini SL/E            | Limousine 4 Türen   | 04/1978–03/1979 |
| TD-8TF69-A8P | Gemini SL/X            | Limousine 4 Türen   | 03/1979–10/1979 |

Der TX Gemini wurde 43.009 mal gebaut, vom TC Gemini entstanden 17.256 Exemplare und vom TD Gemini 42.396 Stück.

### TE/TF/TG Gemini (1979–1985)
Der im Oktober 1979 vorgestellte Nachfolger TE Gemini hatte wesentlich überarbeitete Front- und Heckpartien. Von vorne erinnerte er an den zeitgenössischen VB Commodore, hatte allerdings anstatt der rechteckigen in der einfachsten Version runde Scheinwerfer, die von länglichen Parkleuchten an den Fahrzeugecken flankiert waren. Die Blinker saßen im verchromten Stoßfänger mit Kunststoffecken. Die Rückleuchten waren deutlich vergrößert worden. Die Leistung des 1,6-l-Benzinmotors war auf 50 kW gesunken und ab März 1981 es gab zusätzlich einen Dieselmotor mit 1,8 l Hubraum, der 40 kW mobilisierte und nur mit dem Fünfganggetriebe zu kombinieren war. Das Coupé wurde nicht mehr angeboten und das Spitzenmodell in Limousinenversion hieß ab Juni 1981 Sandpiper II. Der Lieferwagen wurde als Gypsy verkauft.
Im März 1982 erschien der mild überarbeitete TF Gemini. Seine Front war an die des gleichzeitig gefertigten VH Commodore angepasst worden. Ansonsten gab es eine Fülle von Detailverbesserungen innen und außen, z. B. nahmen nun die Blinker die Stelle der früheren Parkleuchten ein und die Stoßfänger waren wieder aus einem Stück und bestanden aus schwarzem Kunststoff. Die Instrumentierung entsprach der des neuen JB Camira. Im April 1982 wurde ein luxuriöses Star Sign Pack vorgestellt.
Das letzte „T-Car“ erschien im März 1983 in Gestalt des TG Gemini. Äußerlich unterschied er sich kaum von seinem Vorgänger, aber alle Modelle waren besser ausgestattet. Neu war die Sportlimousine ZZ/Z, die – immer silberfarben lackiert – mit Alufelgen ausgestattet war.
| Modell       | Bezeichnung         | Fahrzeugart         | Bauzeitraum     |
| ------------ | ------------------- | ------------------- | --------------- |
| TE-8TE69     | Gemini              | Limousine 4 Türen   | 10/1979–03/1982 |
| TE-8TE70     | Gemini Gypsy        | Lieferwagen 3 Türen | 02/1980–03/1982 |
| TE-8TF15     | Gemini              | Kombi 3 Türen       | 02/1980–03/1982 |
| TE-8TF69     | Gemini SL           | Limousine 4 Türen   | 10/1979–03/1982 |
| TE-8TF69-A9H | Gemini SL/X         | Limousine 4 Türen   | 10/1979–03/1982 |
| TE-8TF69-A9W | Gemini Sandpiper II | Limousine 4 Türen   | 06/1981–03/1982 |
| TF-8TE69     | Gemini              | Limousine 4 Türen   | 03/1982–03/1983 |
| TF-8TE70     | Gemini              | Lieferwagen 3 Türen | 03/1982–03/1983 |
| TF-8TF15     | Gemini              | Kombi 3 Türen       | 03/1982–03/1983 |
| TF-8TF69     | Gemini SL           | Limousine 4 Türen   | 03/1982–03/1983 |
| TF-8TF69-A9W | Gemini Sandpiper II | Limousine 4 Türen   | 03/1982–03/1983 |
| TF-8TF69-V6Q | Gemini Star Sign    | Limousine 4 Türen   | 04/1982–03/1983 |
| TF-8TV69     | Gemini SL/X         | Limousine 4 Türen   | 03/1982–03/1983 |
| TG-8TE69     | Gemini              | Limousine 4 Türen   | 03/1983–04/1985 |
| TG-8TE70     | Gemini              | Lieferwagen 3 Türen | 03/1983–04/1985 |
| TG-8TF15     | Gemini              | Kombi 3 Türen       | 03/1983–04/1985 |
| TG-8TF69     | Gemini SL           | Limousine 4 Türen   | 03/1983–04/1985 |
| TG-8TF69-A9W | Gemini Sandpiper II | Limousine 4 Türen   | 03/1983–04/1985 |
| TG-8TF69-U4E | Gemini ZZ/Z         | Limousine 4 Türen   | 03/1983–04/1985 |
| TG-8TF69-V6Q | Gemini Star Sign    | Limousine 4 Türen   | 03/1983–04/1985 |
| TG-8TV69     | Gemini SL/X         | Limousine 4 Türen   | 03/1983–04/1985 |

Vom TE Gemini entstanden 70.567 Stück, der TF Gemini wurde 28.326 mal gebaut. 24.675 Exemplare stellte Holden vom TG Gemini her.

### RB Gemini (1985–1987)
Im April 1985 wurde der heckgetriebene Gemini vom neuen RB Gemini abgelöst, der auf dem frontgetriebenen Isuzu Gemini II basierte. Die Wagen fielen etwas kleiner aus und waren nur noch als 4-türige Limousinen erhältlich. Auch der neue Motor mit 1,5 l Hubraum und 52 kW Leistung stammte von Isuzu. Hauptsächlich die beiden besser ausgestatteten Varianten ‚’SL/X’’ und ‚’SL/E’’ wurden verkauft, der einfache ‚’SL’’ wurde nur auf spezielle Order ausgeliefert.
Mit einem RB Gemini führte das Werk 1985 in 80 Tagen eine 200.000 km lange Werbetour durch ganz Australien durch, in deren Verlauf u. a. auch der später bekannte Rennfahrer Peter Brock den Wagen testete.
| Modell   | Bezeichnung | Fahrzeugart       | Bauzeitraum  |
| -------- | ----------- | ----------------- | ------------ |
| RB-8RB69 | Gemini SL   | Limousine 4 Türen | 04/1985–1987 |
| RB-8RC69 | Gemini SL/X | Limousine 4 Türen | 04/1985–1987 |
| RB-8RE69 | Gemini SL/E | Limousine 4 Türen | 04/1985–1987 |

Leider verkaufte sich der RB Gemini nicht so gut wie seine heckgetriebenen Vorgänger. Im Laufe des Jahres 1987 wurde er nach nur 16.263 Exemplaren eingestellt. Nachfolger wurde der etwas größere LD Astra.